# István nádor
Habsburg–Lotaringiai István Ferenc Viktor főherceg (Erzherzog Stefan Franz Viktor von Österreich) (Buda, 1817. szeptember 14. – Menton, 1867. február 19.) osztrák főherceg, magyar királyi herceg, István nádor néven 1847–48-ban Magyarország nádora, a honvédsereg első fővezére.

## Élete

### Származása, ifjúkora

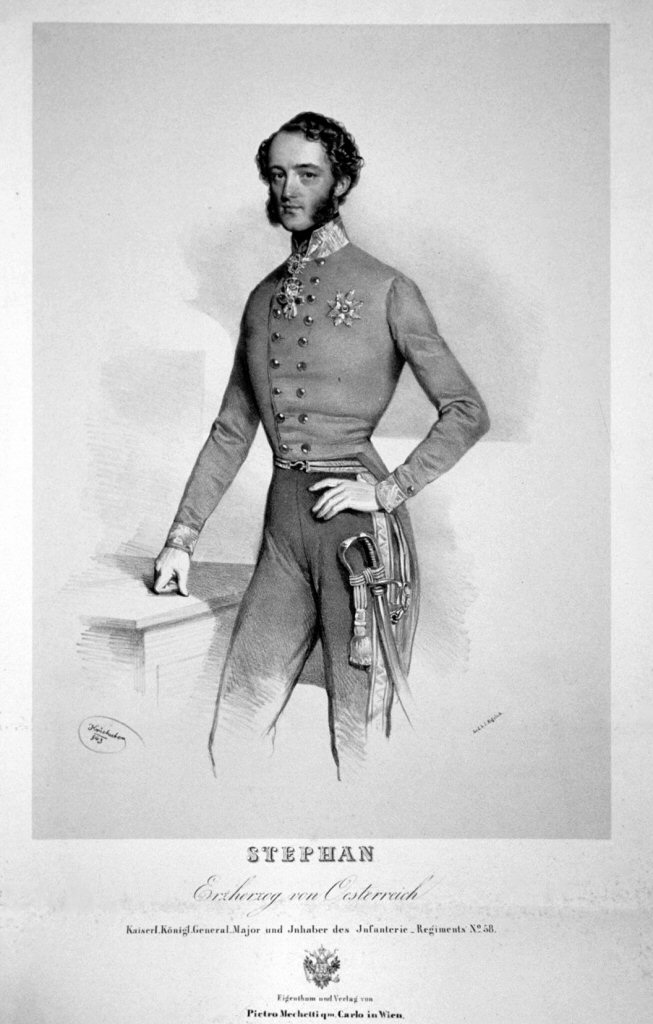
Az ifjú István főherceg
Josef Kriehuber litográfiája, 1843.

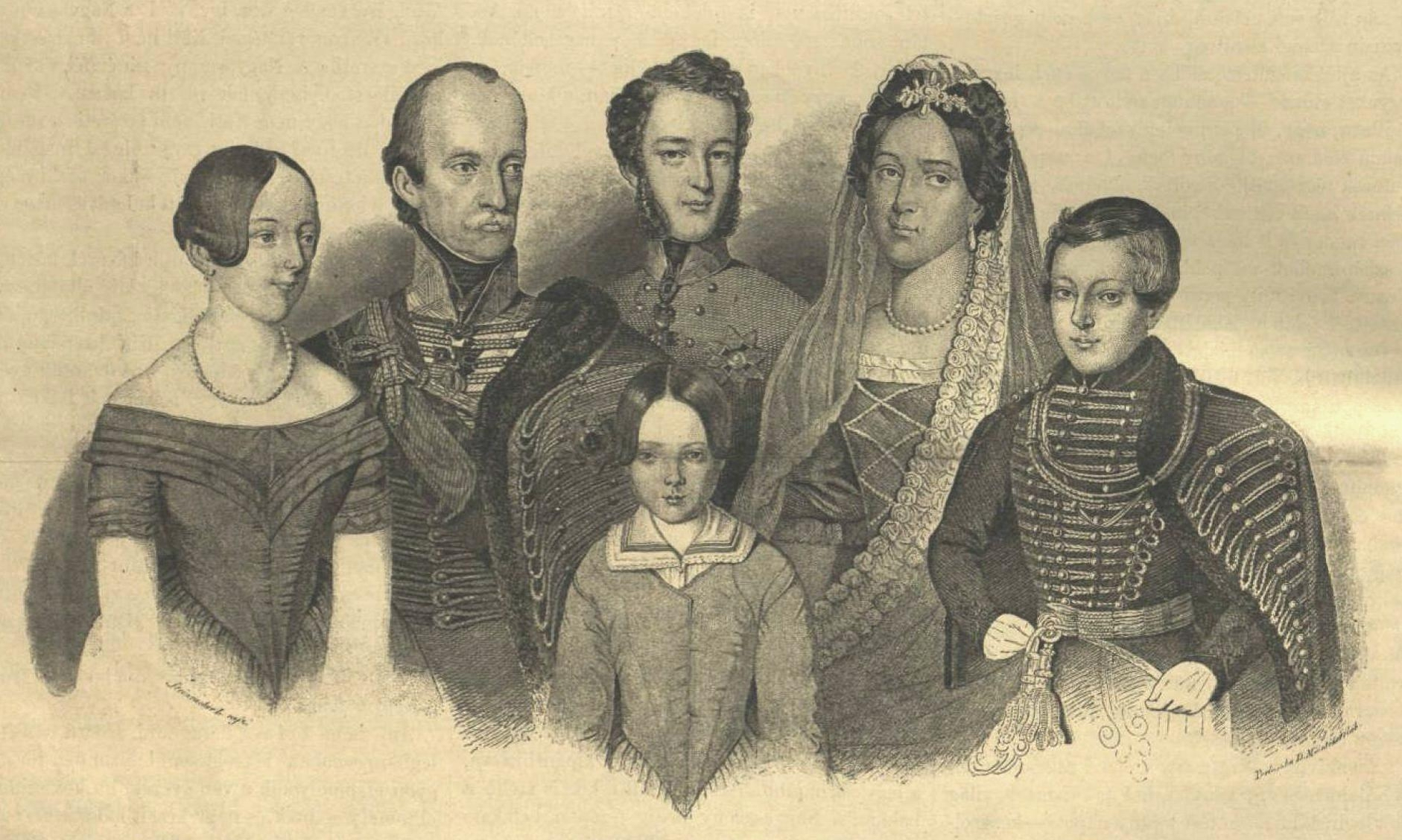
Az ifjú István főherceg,
középen a családi körben

István nádor édesapja József nádor, azaz József Antal János osztrák főherceg (1776–1847) volt, aki 1796-tól haláláig a Magyar Királyság nádori méltóságát viselte.
Édesanyja Hermina anhalti hercegnő (Hermine von Anhalt-Bernburg-Schaumburg-Hoym), József nádor második felesége.
Szülei házasságából két gyermek született:
- Hermina Amália Mária főhercegnő (1817–1842), aki egy prágai apácakolostor főapátnője lett.
- István Ferenc Viktor főherceg (1817–1867), aki István nádor néven 1847-től 1848. szeptember 24-éig Magyarország utolsó nádora lett.

István nádor fiatalabb féltestvérei apjának harmadik, Mária Dorottya württembergi hercegnővel (1797–1855) kötött házasságából:
- Erzsébet főhercegnő (*/† 1820, egy hónapig élt).
- Sándor Lipót Ferdinánd főherceg (1825–1837, 12 évesen meghalt).
- Erzsébet Franciska Mária főhercegnő (1831–1903), akinek első férje Habsburg–Estei Ferdinánd Károly Viktor főherceg (1821–1849), második férje Habsburg–Tescheni Károly Ferdinánd főherceg lett.
- József Károly Lajos főherceg (1833–1905), császári-királyi lovassági tábornok, 1869-től a Magyar Királyi Honvédség főparancsnoka.
- Mária Henrietta főhercegnő (1836–1902), belga királyné, II. Lipót belga király felesége.

Apja ötvenegy éven keresztül állt a nádori hivatal élén, és mindvégig a birodalmi politika szellemében irányította az ország ügyeit, de ezt nem erőszakkal, hanem okos megegyezések keresésével tette. Mindvégig tisztelettel és megbecsüléssel viseltetett a magyar nemzet iránt, és fiát is ebben a szellemben nevelte.
István 1847 januárjától Magyarország királyi helytartója, majd e tisztségből eredően 1847 októberétől Pest vármegye örökös főispánja is lett.

### Politikai szerepe

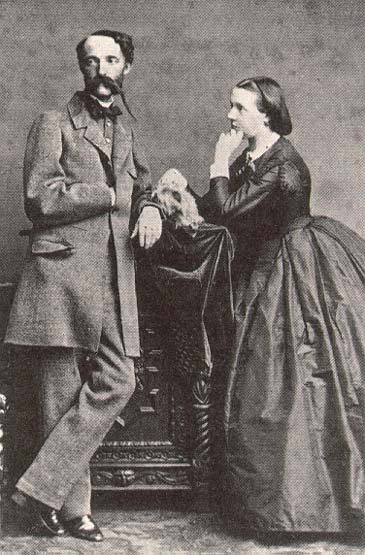
István nádor és féltestvére, Mária Henrietta

Népszerűségének köszönhetően, apja halála (1847. január 13.) után a magyar országgyűlés 1847. november 12-én nádorrá választotta. Így 1848. március 15-én ő nyújtotta át a magyar országgyűlés feliratát a királynak. Mint királyi helytartó, március 17-én ő bízta meg gróf Batthyány Lajost az első felelős magyar kormány megalakításával.
1848. szeptember 15-én az országgyűlés Batthyány Lajos javaslatára felkérte a Jellasics horvát bánnal szembenálló magyar hadsereg vezetésére. Kineveztetésével Batthyány a magyar hadsereg dinasztikus érzelmű tisztjeinek lojalitását kívánta biztosítani.
Az akkori viszonyokat jól ismerő Eötvös Károly korabeli elemzése szerint a bécsi vezetés, miközben már döntött Jellasics seregének teljes támogatásáról és a magyar kormány elleni fegyveres fellépésről, igyekezett a magyar sereg élére került István nádor személyét úgy kivonni a konfliktusból, hogy egyrészt ne kelljen elítélniük, másrészt távozása a magyar közvélemény szemében ne tűnjön egyszerű árulásnak, és egy nem várt politikai fordulat esetén vissza lehessen hozni Magyarországra közvetítő szerepben. Ezért találta ki a bécsi udvar, hogy előbb „békítő” szerepkörben folytasson látszat-béketárgyalást Jellasiccsal, majd ennek - előre tervezett - sikertelensége okán hagyja el Budát. Ennek megfelelően szeptember 16-án Bécsben a király aláírásával ellátott levélben utasítják István nádort, hogy folytasson béketárgyalást Jellasicsal, egyezség megkötésére ne kerüljön sor, majd Budára visszatérve azonnal távozzon Bécsbe, lemondva nádori hivataláról.
A szeptember 21-re tervezett tárgyalásra István nádor Jellasics elé utazott a Balatonra. Jellasics seregével ugyanis Szemesen (ma Balatonszemes) tartózkodott, és a Balaton déli oldalán haladt Székesfehérvár felé. A megbeszélések szerint a találkozóra a Kisfaludy gőzös fedélzetén került volna sor, mellyel a nádorispán Balatonfüredről érkezett. A sekély víz miatt a hajó kikötni nem tudott, majd több üzenetváltás után a találkozó nem jött létre. A meghiúsult találkozó után a Balaton környékén elterjedt a legenda, hogy Jellasics ágyúzta a Kisfaludy gőzöst, és emiatt nem kerülhetett sor a béketárgyalásra.
István nádor szeptember 22-én visszatért Budára, majd titokban Bécsbe távozott. Távozását a magyar vezetés szökésnek vélte, de mint utóbb nyilvánosságra került, V. Ferdinánd király legfelsőbb kézirattal (Handbillet) azonnali hatállyal Bécsbe rendelte. Az udvar – elsősorban a nagy befolyással bíró Zsófia főhercegnő és Windisch-Grätz tábornagy – őt tette felelőssé Magyarország „nyílt lázadása” miatt. Szeptember 25-én lemondatták nádori hivataláról, és édesanyja birtokára, Schaumburgba (Nassau) száműzték. Eötvös Károly véleménye szerint a felelősségre vonás főként diplomáciai taktika volt, István nádor hitelességének megőrzésére a magyar közvélemény szemében.
A magyar közvéleményben meneküléséről kialakult képet jellemzi egy korabeli gúnyrajz leírása:
„Hatalmas nyúl hátán ül a nádorispán nyereg nélkül, de a nyúl fel van kantározva. Jász-kun huszárezredének ezredesi díszruhája van rajta. Dombos vidéken nyargal a nyúl, s viszi lovagját veszettül.”

### Visszavonulása
Élete további részében közéleti szereplést nem vállalt, emberbaráti tevékenységet folytatott, kórházakat, iskolákat támogatott. Ásványgyűjteményét tudományos körökben is számontartották. Viszonya Ferenc József császárral 1858-ban rendeződött ugyan, de száműzetésének egész ideje alatt csak császári engedéllyel látogathatott el Ausztriába. Szülőhazájába, Magyarországra haláláig nem térhetett vissza. Súlyos tüdőbetegségben hunyt el, de esetleges öngyilkosságáról, meggyilkoltatásáról is keletkezett legenda. Holttestét visszaszállították Budára és a Budavári Királyi Palota nádori kriptájában helyezték el, édesapja közelében. A kriptát az 1970-es években kifosztották, megrongálták, ma helyreállítva látogatható.

### Utóélete
1977-ben, holttestének exhumálásakor az igazságügyi orvosszakértői jegyzőkönyv megállapította, hogy a vizsgálat eredményei „olyan lövési sérülésre utalnak, amely a testet elölről, a viselt mellényen át 100-120 cm-nél távolabbról érte.”

## Testi adottságai
István nádor rendkívül vékony és kicsinyke termetű ember volt, felnőtt korában 47 kg-ot nyomott. „Olyan vékony keze-lába volt a nádorispánnak, mint egy gyermeknek. Csupán nyolcvankét bécsi fontot és nyolc latot nyomott, ami a mai mérték szerint csak negyvenkét kiló. Ez bizony még lánynak is kevés volna.” – írta róla Eötvös Károly.

## Egyéb irodalom
- Száműzték az országból az utolsó magyar nádort. 24.hu/tudomány, 2025. február 19.
- Gergely András. Áruló vagy áldozat? István, az utolsó magyar nádor rejtélye, Labirintus-sorozat. Budapest: Helikon Kiadó (1989). ISBN 963-207-998-1